# ORP Błyskawiczny (1944)
ORP Błyskawiczny – polski ścigacz okrętów podwodnych z okresu zimnej wojny, wcześniej radziecki MO-546, jedyny pozyskany przez Polskę okręt projektu 194 (typu BMO). Okręt został zbudowany w 1944 roku w stoczni numer 196 w Leningradzie, a do służby w Marynarce Wojennej ZSRR przyjęto go 30 listopada 1944 roku. Po zakończeniu II wojny światowej jednostka została przekazana Polsce przez ZSRR na poczet części niemieckich reparacji wojennych i weszła w skład Marynarki Wojennej 5 kwietnia 1946 roku. Okręt, oznaczony podczas służby znakami burtowymi „BŁ” i S-71, został skreślony z listy floty w kwietniu 1960 roku.

## Projekt i budowa
Ścigacze okrętów podwodnych projektu 194, znane też jako BMO (bronirowannyj małyj ochotnik – opancerzony mały łowca) skonstruowane zostały i budowane były w oblężonym Leningradzie. Okręty miały silne uzbrojenie, prostą konstrukcję, stalowy kadłub i opancerzenie newralgicznych elementów.
MO-546 zbudowany został w 1944 roku w stoczni numer 196 w Leningradzie. Stępkę okrętu położono wiosną 1944 roku, został zwodowany latem, a do służby w Marynarce Wojennej ZSRR wszedł 30 listopada 1944 roku.

## Dane taktyczno-techniczne

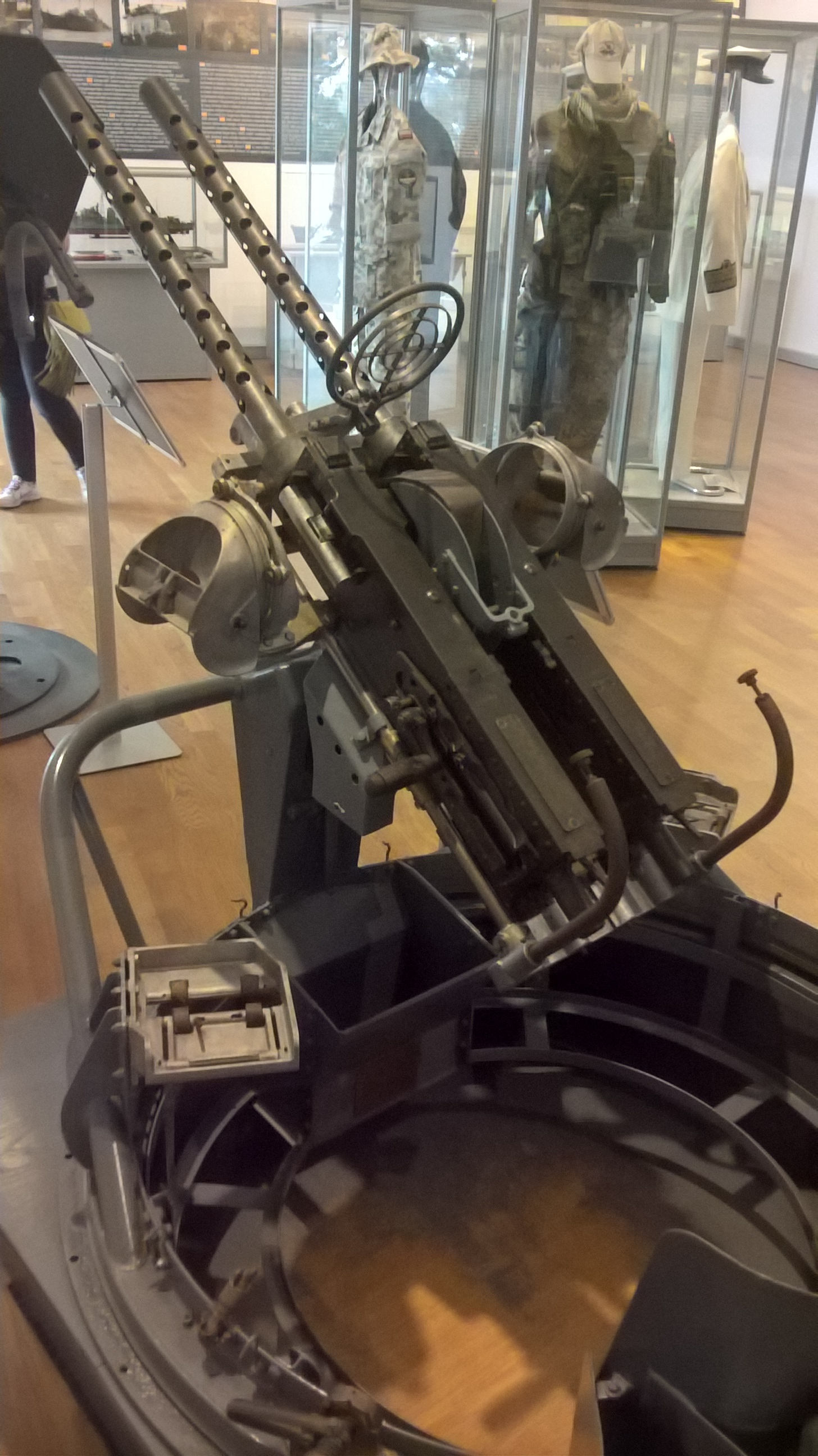
Podwójnie sprzężone wkm Colt-Browning M2 kal. 12,7 mm z „Błyskawicznego”, Muzeum Marynarki Wojennej w Gdyni.

Okręt był niewielkim ścigaczem okrętów podwodnych. Długość całkowita wykonanego ze stali kadłuba wynosiła 24,7 metra, szerokość 4,2 metra i zanurzenie 1,1 metra. Wyporność standardowa wynosiła 62 tony, a pełna 73,8 tony. Okręt napędzany był przez dwa silniki benzynowe Packard 4M-2500 WB o łącznej mocy 2400 koni mechanicznych (KM) i jeden silnik marszowy Continental o mocy 110 KM. Trzy wały napędowe poruszały trzema śrubami (zewnętrznymi, prawoskrętnymi silników głównych i środkową, lewoskrętną silnika marszowego). Maksymalna prędkość okrętu wynosiła 20 węzłów (wg innych danych: 21,2 węzła). Okręt zabierał 7 ton benzyny, co pozwalało osiągnąć zasięg wynoszący 495 Mm przy prędkości 8,4 węzła.
Uzbrojenie artyleryjskie jednostki stanowiło pojedyncze działko półautomatyczne kal. 45 mm 21-KM L/68, z zapasem amunicji wynoszącym 500 sztuk, pojedyncze działko automatyczne kal. 37 mm 70-K L/73, także z zapasem amunicji wynoszącym 500 sztuk, oraz cztery karabiny maszynowe Colt kal. 12,7 mm (2 x II), z zapasem 2000 sztuk amunicji na lufę. Działko 37 mm umieszczone było na dziobie, z maską pancerną, a działko 45 mm – na rufie, z tarczą pancerną. Broń ZOP stanowiły dwie ramowe zrzutnie bomb głębinowych (z łącznym zapasem 12 bomb). Opcjonalnie jednostka mogła zabrać na pokład 10 min, umieszczanych na dwóch torach minowych biegnących wzdłuż burt od śródokręcia do rufy.
Okręt posiadał opancerzenie rejonu maszynowni, zbiorników paliwa i nadbudówki grubości 8-12 mm.
Załoga okrętu składała się z 24 oficerów, podoficerów i marynarzy.

## Służba
MO-546 służył początkowo we Flocie Bałtyckiej. W 1946 roku jednostka wraz z 22 innymi okrętami została przekazana Polsce przez ZSRR na poczet części niemieckich reparacji wojennych. 5 kwietnia 1946 roku ścigacz pod nazwą ORP „Błyskawiczny” został przyjęty w skład Marynarki Wojennej. Pierwszym polskim dowódcą jednostki został por. mar. Michał Anaszkiewicz. Przez początkowe trzy miesiące służby na okręcie w charakterze instruktorów przebywali marynarze radzieccy, którzy wyjechali do kraju 23 czerwca 1946 roku. Okręt z oznaczeniem burtowym „BŁ” (zmienionym w czerwcu 1952 roku na S-71) początkowo wchodził w skład pierwszej grupy Dywizjonu Ścigaczy. W październiku 1946 roku jednostkę przydzielono do Flotylli Szczecińskiego Oddziału Nadmorskiego, stacjonującego w Świnoujściu. 
W 1950 roku jednostkę poddano modernizacji, wymieniając amerykańskie silniki Packard na radzieckie silniki wysokoprężne M-50 o łącznej mocy 2000 KM (wymieniono również silnik marszowy na Albin G-6D o mocy 70 KM). W rezultacie wymiany napędu prędkość maksymalna spadła do 20 węzłów. Usunięto także cztery karabiny maszynowe Colt, montując w zamian zdwojony wkm kal. 12,7 mm DSzK L/79. Okręt został skreślony z listy floty 15 kwietnia 1960 roku.